# Mike Higgins
Mike Higgins (nacido el 17 de febrero de 1967 en Grand Island, Nebraska) es un exjugador de baloncesto estadounidense nacionalizado español. Con 2,05 metros de altura, jugaba en la posición de pívot.

## Carrera
Se formó en la Universidad de Northern Colorado y jugó en Los Angeles Lakers, los Denver Nuggets y Sacramento Kings antes de venir a España y unirse a las filas del Valvi Girona de ACB. 
Higgins pasó por medio mundo, jugó en las ligas italiana, francesa, japonesa, brasileña y argentina, además de en la española en donde estuvo, tanto en ACB con en la LEB. Al contraer matrimonio con una española se nacionalizó español en 2002 y fichó por el CB Granada aunque más tarde fue sustituido y pasó por varios equipos de LEB hasta lograr  en la temporada 2007-08 el ascenso a la categoría de oro de baloncesto español con el CAI Zaragoza.
La temporada 2009-10 pertenece a la disciplina del Xacobeo Blu:Sens de la liga ACB, siendo tras Darryl Middleton, el segundo jugador más veterano en jugar en ACB. Tras esa temporada, con 43 años, opta por retirarse tras el descenso del club gallego.